# Lucio de Coira
Lucio de Coira (en alemán: Luzius von Coira, en latín: Lucius Curiensis; Prättigau o Montafon, siglo V - siglo VI), fue un obispo y mártir suizo, que probablemente vivió entre los siglos V y VI (según algunos, vivió alrededor del siglo II), se atestigua por primera vez en el período carolingio. Según una leyenda, Lucio de Coira era un rey de Britania conocido con el nombre de Lucio de Britania. Venerado como santo de la Iglesia católica.

## Biografía
Según la legendaria vida, Lucio llegó a Rezia desde su Britania natal alrededor del siglo II. En Rezia, donde primero fue apóstol y luego obispo, sufrió el martirio hacia el año 200, por voluntad de un gobernador pagano.
Provino de la tierra de los Britanni, un antiguo nombre de la región de Prättigau y Montafon en Vorarlberg y probablemente actuó como mensajero de la fe en el valle del Rin cerca de Coira en el siglo V o VI. No se sabe nada más sobre su obra misional. Las fuentes medievales describen a Lucio exclusivamente como un creyente del cristianismo y no como un mártir. Se dice que su hermana fue la santa Emerita.
Según otros, Lucio vivió alrededor del siglo V, y luego de una violenta pelea con algunos habitantes de Balzers por motivos relacionados con su predicación, Lucio fue arrojado a un pozo en el Sankt Luzisteig. Salvado in extremis por algunos conversos al cristianismo, fue llevado a la ciudad de Coira, ahora cristianizada, donde murió y fue enterrado. En Coira nació la leyenda que lo identificó con un rey de Britania conocido con el nombre de Lucius de Britania.
La primera biografía legendaria se escribió alrededor del año 800. En ella, el término Britanni se equipara con Britania. En consecuencia, Lucius fue rey de Britania alrededor del año 166. El Papa Eleuterio envió a Timoteo, un discípulo del apóstol Pablo, a Lucio con un mandato misionero. Lucius le obedeció y se trasladó primero a Augsburgo y luego a Raetia. Los paganos enojados lo arrojaron a un pozo, tras lo cual fue salvado por los creyentes. Según esta leyenda, murió en 176. Según otra leyenda, fue el primer obispo de Coira. Sin embargo, no figura en la lista de obispos de Coira.

## Veneración
Desde la antigüedad se ha creído que el santo murió el 3 de diciembre. Sus restos fueron enterrados en la cripta de la iglesia de San Lucio en Coira, la capital del Cantón de los Grisones, la ciudad más antigua de Suiza. Pronto se construyó un monasterio en su nombre sobre su tumba. La cripta con un relicario de la época merovingia se ha conservado casi intacta hasta nuestros días.
En el martirologio romano, la fiesta de San Lucio de Coira se celebra el 3 de diciembre. Es también el santo patrón de Liechtenstein y desde el siglo X el patrón de la diócesis de Coira.
Su fiesta es el 2 de diciembre. Originalmente fue enterrado en la Iglesia de San Luzius en Coira. Las reliquias fueron robadas en 923, pero han estado de regreso en la catedral de Coira desde 1108. Es el santo patrón de la diócesis de Coira. Su busto relicario, probablemente realizado alrededor de 1499 por el orfebre Hans Schwartz de Constanza, se encuentra (como el busto relicario de Placidus) en el Museo de la Catedral de Coira.